# Beli stolp, Londonski Tower
Beli stolp je osrednji stolp, stara utrdba v Londonskem Towru v Angliji. Zgradil ga je Viljem Osvajalec v zgodnjih 1080-ih in nato razširil. Beli stolp je bil vojaško najmočnejša točka gradu, kjer so bivali kralj in njegovi predstavniki, v njem pa je bila kapela. Henrik III. Angleški je leta 1240 naročil stolp prebeliti. Danes je Londonski Tower muzej in atrakcija za obiskovalce. V Belem stolpu so zdaj zbirke Kraljeve orožarne.

## Zgodovina
Grad, ki je kasneje postal znan kot Londonski Tower, je začel graditi Viljem Osvajalec leta 1066 in je bil zgrajen kot lesena utrdba, obdana s palisado. V naslednjem desetletju so se začela dela na Belem stolpu, veliki kamniti trdnjavi, ki še danes dominira nad gradom. Natančen datum nastanka Belega stolpa ni znan, prav tako ni gotovo, kako dolgo je trajala gradnja. Tradicionalno velja, da se je gradnja začela leta 1078. To je zato, ker Textus Roffensis zapisuje, da je Gundulf, škof iz Rochestra, nadziral gradbena dela po navodilih Viljema Osvajalca. Dendrokronološki dokazi kažejo, da se je gradnja Belega stolpa začela v letih 1075–1079. Arheologija obstoječe stavbe kaže na premor v gradnji med letoma 1080 in 1090–1093, čeprav ni znano, zakaj. Gundulf je delal več kot le nadzoroval delo in bil je izkušen arhitekt. Rochesterski grad in stolnica sta bila obnovljena pod njegovim pokroviteljstvom. Kot glavni grad v angleški prestolnici je bil Londonski Tower pomembna kraljeva stavba. Trdnjava, ki jo je zgradil Gundulf, priča o tem, saj je bila ena največjih v krščanstvu.
Beli stolp je bil večnamenski. Bil je vojaško najmočnejša točka gradu, vendar je nudil namestitev, primerno za kralja in njegove predstavnike. V normanski arhitekturi je bila utrdba simbol moči gospoda. Beli stolp je bil verjetno dokončan najpozneje do leta 1100, ko so ga uporabili za zapor Ranulfa Flambarda, škofa Durhama. Verjetno je bilo med vladavino Henrika II. (1154–1189) na južni strani stolpa dodana sprednja stavba, da bi zagotovili dodatno obrambo vhodu, vendar ni preživela. Odnosi Henrika III. z njegovimi baroni so bili nelagodni in v 1220-ih in 1230-ih letih je okrepil obrambo gradu in domače stavbe. Čeprav dela, ki jih je začel, morda še niso bila dokončana v času njegovega življenja, je razširil grad proti severu in vzhodu ter zgradil novo kamnito obzidje, da bi obkrožil grad. Na vrh Belega stolpa je bila dodana lesena galerija, ki je štrlela čez njegove stene, da bi bolje zaščitila podnožje stolpa. Henrik se je lotil tudi vzdrževanja Belega stolpa in med njegovo vladavino se je začela tradicija beljenja stavbe. Marca 1240 je bilo skrbniku del v Londonskem Towru naročeno: »naj da Veliki stolp pobeliti znotraj in zunaj«. Kasneje istega leta je kralj pisal oskrbniku in ukazal, naj se svinčeni žlebovi Belega stolpa podaljšajo tako, da »zid stolpa ... na novo pobeljen, ne sme biti v nevarnosti, da bi propadel ali padel navzven zaradi curljanja dežja«. Henrik ni razložil svojega naročila, naj prebeli utrdbo, vendar je morda nanj vplivala sodobna moda v Evropi, da je prestižne stavbe prebarval v belo. Prav tako je okrasil kapelo v utrdbi, dodal je vitraže, kipe in slike.
Dejavnost na gradu je v začetku 14. stoletja v primerjavi s prejšnjimi obdobji upadla. Čeprav so Londonski Tower občasno še vedno uporabljali kot rezidenco, so do leta 1320 kapelo v Belem stolpu uporabljali za shranjevanje zapisov. To je pomenilo začetek zmanjševanja vloge gradu kot kraljeve rezidence. Zapisi so bili leta 1360 za kratek čas odstranjeni iz Belega stolpa, da bi lahko sprejeli ujetega francoskega kralja Ivana II.. Morda je bila med vladavino Edvarda III. (1327–1377) zgrajena stavba, ki je mejila na južno stran Belega stolpa. Zgrajena kot skladišče, je bila morda del Edvardovega gradbenega programa na Londonski Tower, kjer je njegova vloga vojaške trgovine prišla v ospredje. Stavba ni več ohranjena, vendar je zabeležena na načrtih iz let 1597 in 1717.
Rihard II. Angleški je bil zaprt v Londonskem Towru in tam leta 1399 abdiciral; po tradiciji je bila prireditev v Belem stolpu. V 1490-ih letih so Belemu stolpu dodali novo nadstropje, kar je ustvarilo dodatno shrambo. Arhitekturno praktično ni ostankov sledu o predgradnji Belega stolpa, čeprav se pojavlja na rokopisni risbi ok. 1500, ki prikazuje zaprtje Karla, vojvode Orléanskega, in je bil zabeležen v načrtu iz leta 1597. Leta 1674 je bila porušena. 17. junija istega leta so med rušenjem pod stopnicami v predzidku odkrili kosti dveh otrok. Domnevali so, da so pripadale princema v stolpu. Posmrtni ostanki so bili ponovno pokopani v Westminstrski opatiji. Zgodba o princih v stolpu je ena najbolj razvpitih zgodb, povezanih z gradom. Po smrti Edvarda IV. je bil njegov 12-letni sin razglašen za kralja kot Edvard V., a nikoli okronan. Rihard vojvoda Gloucestrski je bil imenovan za lorda zaščitnika, medtem ko je bil princ premlad za vladanje. Edvard je bil skupaj s svojim mlajšim bratom Rihardom iz Shrewsburyja zaprt v Londonski Tower. Vojvoda Gloucestrski je bil nato julija 1483 razglašen za kralja kot Rihard III. Angleški Princa so nazadnje videli v javnosti junija 1483; najverjetnejši razlog za njuno izginotje je, da sta bila umorjena pozno poleti 1483.
Do obdobja Tudorjev se je znanost o utrdbah spremenila in začela obravnavati močne topove. Nove zasnove z nizkimi kotnimi bastijoni niso posnemali pri Londonskem Towru. Vseeno so bile narejene nekatere prilagoditve za uporabo topov; spremembe so vključevale dodajanje lesene ploščadi na vrh Belega stolpa za postavitve topov. Teža topov je poškodovala streho, tako da so jo morali utrditi. Edina dokumentirana uporaba teh topov je bila med Wyattovim uporom leta 1554 in so bili neučinkoviti. Office of Ordnance in Office of Armory sta imela sedež v Londonskem Towru do 17. stoletja. Njihova prisotnost je vplivala na dejavnost na gradu in privedla do tega, da je postal najpomembnejše vojaško skladišče v državi. V 1560-ih sta bili v Belem stolpu ustanovljeni dve orožarni in do vladavine Elizabete I. (1558–1603) je bila večina smodnika v stolpu shranjena v Belem stolpu. Do zadnje četrtine 16. stoletja je bil grad turistična atrakcija, obiskovalci pa so lahko vstopili kljub temu, da sta ga uporabljala orožniška in orožarna. Njegova vloga pri zagotavljanju shranjevanja je neposredno vplivala na strukturo Belega stolpa, zato so bili dodani stebri za podporo tal. Leta 1636 so skozi severno steno Belega stolpa prebili luknjo, da bi olajšali premikanje živil. V letih 1639–1640 je bil spremenjen zunanji videz Belega stolpa, pri čemer je bil zamenjan velik del fasadnega materiala.
Leta 1640 je Karel I. Angleški ukazal, naj se Londonski Tower pripravi na spopad. Zgrajene so bile ploščadi za topove in 21 nameščenih na vrhu Belega stolpa s tremi dodatnimi minometi. Kljub novi obrambi so ga parlamentarci zavzeli brez uporabe topa. Januarja 1642 je Karel I. poskušal aretirati pet članov parlamenta. Ko mu to ni uspelo, je pobegnil iz mesta, parlament pa se je maščeval z odstranitvijo sira Johna Byrona, poročnika Towra. Izurjeni bandi so zamenjali stran in zdaj podprli parlament; skupaj z londonskimi meščani so blokirali Tower. S kraljevim dovoljenjem se je Byron odrekel nadzoru nad stolpom. Parlament je Byrona zamenjal s človekom po lastni izbiri, sirom Johnom Conyersom. Ko je novembra 1642 izbruhnila angleška državljanska vojna, je bil Londonski Tower že pod nadzorom parlamenta. Do leta 1657 so celotno stavbo razen kapele uporabljali za shranjevanje smodnika. Shranjevanje smodnika in vladnih zapisov v Belem stolpu ni bilo idealno, leta 1620, 1718 in 1832 pa so se ponavljali predlogi, da bi smodnik preselili na novo lokacijo, čeprav predlogi niso bili uspešni.
Do leta 1661 so bili predlagani načrti za čiščenje območja 6 metrov okoli Belega stolpa za zaščito nevarnega materiala v notranjosti. Nič ni bilo storjeno vse do velikega londonskega požara leta 1666. Med požarom so se bali, da bi plameni lahko dosegli grad, zlasti Beli stolp, kar je poudarilo potrebo po varnostnih ukrepih. V naslednjih letih so okoli Belega stolpa zgradili zaščitni zid. V 1670-ih so bile podrte stavbe, ki so se kopičile okoli Belega stolpa, da bi zagotovili skladišča za orožarske urade in orožarno. Po tem so bila izvedena popravila na obrazu Belega stolpa. Na južni strani je bilo dodano tudi stopnišče, ki je omogočalo neposreden dostop do zapisov v kapeli.
Medtem ko je bil Londonski Tower stoletja odprt za obiskovalce, so bile šele v začetku 19. stoletja spremembe narejene izrecno za obiskovalce. Leta 1825 je bila proti jugu Belega stolpa zgrajena stavba New Horse Armoury, ki je vsebovala podobe angleških kraljev. Neogotska zasnova stavbe – enega prvih namensko zgrajenih muzejev v Angliji – je bila na široko zmerjana. Do konca stoletja so bile podobe in orožarna kraljice Elizabete razdeljena na razstave v Belem stolpu. Sredi 19. stoletja se je Anthony Salvin na spodbudo princa Alberta lotil programa obnove gradu. Leta 1858 so streho Belega stolpa okrepili z železnimi nosilci. 26. januarja 1885 je bomba v Belem stolpu poškodovala del razstave.
Strehe Belega stolpa in njegovih stolpičev so popravili v 1960-ih in 1970-ih. Z zunanjosti je bila oprana nabrana umazanija in zamenjani tlaki v notranjosti. Tudi v tem obdobju je bilo dodano stopnišče proti južnemu pročelju utrdbe, ki je ponovno omogočilo dostop skozi prvotni vhod. Leta 1974 je prišlo do eksplozije bombe v maltarni sobi v Belem stolpu, pri čemer je ena oseba umrla in 35 je bilo ranjenih. Nihče ni prevzel odgovornosti za eksplozijo, vendar je policija preiskala sume, da za tem stoji IRA. Leta 1988 je bil Londonski Tower kot celota dodan na Unescov seznam svetovne dediščine, kot priznanje njegovega svetovnega pomena in za pomoč pri ohranjanju in zaščiti območja. Za Londonski stolp skrbi Historic Royal Palaces, dobrodelna ustanova. Med letoma 2008 in 2011 je bil v Belem stolpu izveden program ohranjanja v vrednosti 2 milijona funtov. Izvedena so bila popravila in utrdba je bila očiščena, s čimer so odstranili onesnaženje, ki je povzročalo škodo na strukturi. Beli stolp je zaščitena stavba I. stopnje in priznana kot mednarodno pomembna stavba. Kraljeva orožarna ima še vedno razstave v Belem stolpu.

## Arhitektura
Beli stolp je utrdba (znana tudi kot donjon), ki je bila pogosto najmočnejša stavba v srednjeveškem gradu in je vsebovala prenočišča, primerna za gospoda – v tem primeru za kralja ali njegovega predstavnika.  Po besedah vojaškega zgodovinarja Allena Browna je bil »veliki stolp [Beli stolp] zaradi svoje moči, veličastnosti in gosposke namestitve tudi donjon par excellence«. Kot ena največjih znamenitosti v krščanskem svetu je bil Beli stolp opisan kot »najpopolnejša palača iz 11. stoletja v Evropi«. Vplivi na zasnovo Belega stolpa niso jasni. Bogataši v severni Franciji so gradili kamnite hrame od sredine 9. stoletja, tako da je bila splošna zasnova dobro uveljavljena. Natančneje, utrdba Château d'Ivry-la-Bataille, zgrajena okoli leta 1000, je morda imela posebej viden vpliv, saj je v enem kotu vključevala polkrožno štrlino. Allen Brown in P. Curnow sta predlagala, da je zasnova morda temeljila na zdaj izginulem gradu Château de Rouen iz 10. stoletja, ki je pripadal normandijskim vojvodom.
Na zahodnih vogalih so kvadratni stolpi, medtem ko je na severovzhodnem okroglem stolpu spiralno stopnišče. V jugovzhodnem vogalu je večji polkrožni rizalit, v katerem je apsida kapele. Brez štrlečih vogalnih stolpov meri utrdba 36 krat 32 metrov na dnu in se dviga do višine 27 m na južnih obzidjih, kjer so tla nižja. Objekt je bil prvotno visok v treh nadstropjih in je obsegal klet, vhod in nadstropje. Vhod, kot je običajno v normanskih trdnjavah, je bil nad tlemi (v tem primeru na južni strani) in dostopen po lesenem stopnišču, ki bi ga bilo mogoče odstraniti v primeru napada. Predzidava, prizidana v 12. stoletju, ni več ohranjena. Ker je bila stavba mišljena kot udobno bivališče in utrdba, so v stene vgradili stranišča, toploto pa so zagotavljala štiri ognjišča.
Glavni gradbeni material je kentski rag-stone (apnenec), čeprav so uporabili tudi nekaj lokalnega kamna. Čeprav ga je le malo preživelo, je bil caenski kamen uvožen iz severne Francije, da bi zagotovil podrobnosti na fasadi stolpa, večino pa ga je zamenjal portlandski kamen v 17. in 18. stoletju pod vodstvom arhitekta Iniga Jonesa. Ker je bila večina oken v stolpu povečana v 18. stoletju, sta ostala samo dva originalna – čeprav obnovljena – primera, v južni steni na nivoju galerije. Beli stolp je bil terasasto postavljen v rob hriba, zato je severna stran kleti delno pod nivojem tal.

### Notranjost
Namembnost posamezne sobe se razlaga predvsem na podlagi njene zasnove. Posledično lahko pride do nejasnosti glede tega, za kaj so bile posamezne komore uporabljene. Vsako nadstropje je bilo razdeljeno na tri dvorane, največjo na zahodu, manjšo sobo na severovzhodu in kapelo, ki je zavzemala vhod in zgornja nadstropja na jugovzhodu. Kot je bilo značilno za večino utrdb, je bilo spodnje nadstropje klet, ki se je uporabljala za shranjevanje. V eni od sob je bil vodnjak. Čeprav je postavitev ostala enaka od izgradnje stolpa, je notranjost kleti večinoma iz 18. stoletja, ko so znižali tla in zamenjali obstoječe lesene oboke z opečnimi. Klet je osvetljena skozi majhne reže. Edini dostop do nadstropja je bil preko severovzhodnega stolpiča stopnišča.
Vhodno nadstropje je bilo verjetno namenjeno za uporabo nadzornika stolpa in drugih pomembnih uradnikov. Južni vhod je bil blokiran v 17. stoletju in ponovno odprt šele leta 1973. Tisti, ki so se odpravili v zgornje nadstropje, so morali skozi manjšo komoro na vzhodu, prav tako povezano z vhodnim nadstropjem. Kripta kapele sv. Janeza je zasedala jugovzhodni vogal in je bila dostopna le iz vzhodne dvorane. V severni steni kripte je vdolbina; po besedah Geoffreyja Parnella, skrbnika zgodovine stolpa v kraljevi orožarni, »oblika brez oken in omejen dostop nakazujeta, da je bil zasnovan kot skladišče za hrambo kraljevih zakladov in pomembnih dokumentov«.
Severno nadstropje je vsebovalo veliko dvorano na zahodu in stanovanjsko sobo na vzhodu – obe sta bili prvotno odprti do strehe in obdani z galerijo, vgrajeno v steno – ter kapelo sv. Janeza na jugovzhodu. Zgornje nadstropje je bilo dodano v 15. stoletju, skupaj s sedanjo streho. Odsotnost domačih pripomočkov, kot so kamini, nakazuje, da je bil namenjen za uporabo kot shramba in ne za bivanje. V 17. stoletju so na Belem stolpu postavili svinčene cisterne.
Beli stolp je v preteklosti vseboval vsaj dve orožarni. Konjska orožarna, ki je bila na severni strani stolpa in dolga 46 m ter široka 10 m, je bila zgrajena leta 1825. Iz njegovega severovzhodnega vogala se je leseno stopnišče, okrašeno z dvema rezbarijama z naslovoma Gin in Beer, povzpelo do orožarnice kraljice Elizabete. Gin in pivo predstavljata dve najpomembnejši alkoholni pijači svojega časa. Domnevajo, da so bili prvotno postavljeni v veliki dvorani v Palace of Placentia v Greenwichu.

### Whalesbourne
Whalesbourne je bila razvpita tudorska ječa v Belem stolpu. Robert Hutchinson ga je opisal kot »kamor sončna svetloba nikoli ni prodrla, morda del vrat Coldharbour, ki so nekoč stala na jugovzhodnem vogalu Belega stolpa, kjer naj bi podgane trgale meso ... z rok in nog zapornikov med spanjem«.

### Kapela svetega Janeza
Polkrožni rizalit v jugovzhodnem vogalu za kapelo sv. Janeza je v grajski arhitekturi skoraj brez para. Edina druga trdnjava v Angliji s podobno projekcijo je grad Colchester, največji v Angliji. Kapela sv. Janeza ni bila del prvotne zasnove Belega stolpa, saj je bil apsidalni rizalit zgrajen po stenah kleti. Zaradi sprememb v funkciji in oblikovanju od izgradnje stolpa je razen kapele le malo ostalo od prvotne notranjosti. Trenutni goli in neokrašeni videz kapele spominja na to, kakšna bi bila v normanskem obdobju. V 13. stoletju, med vladavino Henrika III., je bila kapela okrašena z okrasjem, kot je zlato pobarvan križ, in vitraži, ki so upodabljali Devico Marijo in Sveto Trojico.